# Мухавка (річка)
Мухавка( пол. Muchawka) — річка в Польщі, у Седлецькому повіті Мазовецького воєводства. Ліва притока Лівця (басейн Балтійського моря).

## Опис
Довжина річки приблизно 17,3 км, найкоротша відстань між витоком і гирлом — 10,36 м/км, коефіцієнт звивистості річки — 1,67.

## Розташування
Бере початок біля Вульки Волиницькій у місці злиття 2 річок, лівої і правої прииток: Мухи (пол. Mucha) та Збучинки (пол. Zbuczynka). Довжина Мухи приблизно 13,3 км, довжина Збучинки приблизно 19,2 км. Річка тече переважно на північний захід через місто Седльце і на південно-західній стороні від Ходува впадає у річку Лівець, ліву притоку Західного Бугу.
Населені пункти вздовж берегової смуги: Раковець (пол.  Rakowiec), Ополе Шверчина (пол. Opole Świerczyna).
Річку перетинає автошлях №7 та залізниця.

## Цікавий факт
- Біля витоку річки знаходиться природний заказник Голобуж у Мосцібродах (пол. Rezerwat Przyrody Gołobórz u Mościbrody).
- У місті Седльце біля річки побудований резервуар для рекраційних цілей.